# Octomeria umbonulata
Octomeria umbonulata är en orkidéart som beskrevs av Rudolf Schlechter. Octomeria umbonulata ingår i släktet Octomeria och familjen orkidéer. Inga underarter finns listade i Catalogue of Life.